# Wolfgang Volprecht
Wolfgang Volprecht († 1528) war der letzte Prior des Augustinerklosters in Nürnberg und ein deutscher Reformator.
In der Zeit um 1507 studierte er als Augustiner-Eremit an der Universität Ingolstadt.
Ab 1521 wurde er als Prior des Augustinerklosters in Nürnberg erwähnt. Dieses Kloster unterstützte schon früh die Reformation. Bereits Ostern 1523 reichte Volprecht zu der Eucharistie den Laienkelch. Im Mai 1524 las er die Heilige Messe in Deutsch. Dies führte zu einem Konflikt mit Bischof Weigand von Redwitz und am 12. September 1524 zu einer Befragung von Volprecht und einiger Nürnberger Pröpste in Bamberg, wegen Missachtung der katholischen Liturgie. Nachdem die Befragten auf ihrem Standpunkt beharrten, sprach der Bamberger Bischof die Exkommunikation aus und verbot ihnen die Fortführung ihrer kirchlichen Funktionen.
Am 13. August 1524 bot Volprecht dem Rat der Stadt Nürnberg die Übergabe des Klosters gegen Versorgung an.
Im März 1525 trat er für die Lutheraner im Nürnberger Religionsgespräch auf.
Im gleichen Jahr erfolgte die Übergabe des Augustinerklosters an den Rat der Stadt und Volprecht wurde Pfarrer der Heilig-Geist-Kirche.
In Gostenhof ist die Volprechtstraße nach ihm benannt.